# Ľubomír Guldan
Ľubomír Guldan (Banská Bystrica, 30 gennaio 1983) è un dirigente sportivo ed ex calciatore slovacco, di ruolo difensore, direttore sportivo dello Zagłębie Lubin.

## Palmarès

### Club

#### Competizioni nazionali
- Campionato bulgaro: 1

Ludogorec: 2012-2013
- Coppa di Bulgaria: 1

Ludogorec: 2011-2012
- Supercoppa di Bulgaria: 1

Ludogorec: 2012